# Kajjanbai
Kajjanbai fue una cantante y actriz india que se hizo famosa en las décadas de los años 1920 y 1930. A menudo era conocida también como la "Ruiseñora de Bengala". Además de actuar, ella y Ghulam Mohammed, enseñaron también a Noor Jehan, como desenvolverse cada 12 horas por día en el mundo de la actuación. Kajjan dejó de dedicarse a la música en 1930. Sin embargo continuó trabajando en películas como "Shirin Farhad" y "Layla Majnun Nissar", convirtiéndose en un símbolo de la pantalla del cine indio. 